# Virus Bulletin
Virus Bulletin är en oberoende organisation som via sin tidning Virus Bulletin Magazine publicerar artiklar om IT-säkerhet i allmänhet, och datorvirus i synnerhet.
Utför även tester av olika antivirusprogram där de som klarar testet tilldelas utmärkelsen VB100%-award. För att tilldelas utmärkelsen skall antivirusprogrammet för månadens test hitta alla in-the-wild-virus (virus inrapporterade av olika, inom branschen, betrodda personer/organisationer), samt får inte producera några falsklarm (falsk positiv). I dess tester jämförs även de olika programmens förmåga att hitta andra virus än in-the-wild (äldre varianter, etc), samt vilken hastighet programmen har för olika typer av filer och genomsökningar.